# Wygodzinskyiana amphilophii
Wygodzinskyiana amphilophii är en fjärilsart som beskrevs av Erich Martin Hering 1958. Wygodzinskyiana amphilophii ingår i släktet Wygodzinskyiana och familjen signalmalar. Inga underarter finns listade i Catalogue of Life.